# 화천군의 농어촌버스
화천군의 농어촌버스는 강원특별자치도 화천군을 중심으로 운행하는 버스를 이용한 대중교통 수단이다. 운영 업체는 대진교통과 화천누리가 있다.

## 운임 및 환승안내
2011년 10월 15일 인상 기준 기본운임이다. 교통카드 요금은 기본운임에서 10% 할인된 금액이다.
| 종류 | 나이                    | 현금 (원) | 카드 (원) | 종류 | 나이                    | 현금 (원) | 카드 (원) |
| ---- | ----------------------- | --------- | --------- | ---- | ----------------------- | --------- | --------- |
| 좌석 | 어른 (만 19세 이상)     | 1500      | 1350      | 일반 | 어른 (만 19세 이상)     | 1100      | 1000      |
| 좌석 | 청소년 (만 13세 ~ 18세) | 1200      | 1080      | 일반 | 청소년 (만 13세 ~ 18세) | 880       | 800       |
| 좌석 | 어린이 (만 7세 ~ 12세)  | 750       | 680       | 일반 | 어린이 (만 7세 ~ 12세)  | 550       | 500       |

- 8km까지 기본 요금으로 이용할 수 있으며 이 거리를 초과할 경우 1 km 당 107.84원씩 추가된다.
- 2014년 1월 1일부터 교통카드를 도입하였다. 교통카드를 이용할 경우 현금으로 이용하는 운임보다 10% 할인받을 수 있다.[1]
- 또한 30분 이내에 타 노선과의 환승이 가능하다. 단, 하차 태그를 했을 경우이며 1회에 한한다.

## 화천군 차적의 버스 노선
| 노선 | 운행구간       | 운행구간 | 운행구간          | 경유지                                                                    | 운행 횟수              | 비고                                                         |
| ---- | -------------- | -------- | ----------------- | ------------------------------------------------------------------------- | ---------------------- | ------------------------------------------------------------ |
| 1    | 화천시내터미널 | ↔        | 동촌리            |                                                                           | 3회                    |                                                              |
| 2    | 화천시내터미널 | ↔        | 풍산리            | 윗대이리, 딴산, 연대앞, 상승회관, 신교대, 장작터                          | 6회 (일반) 10회 (좌석) |                                                              |
| 3    | 화천시내터미널 | ↔        | 다목리            | 신대리, 파포리, 갈매기골, 봉오리, 봉오아파트, 신월동, 다목리              | 10회                   | 2회 운행 시 봉오리까지 운행 3회 신병교육대앞 경유            |
| 5    | 화천시내터미널 | ↔        | 오음리 (간척)     | 아랫대이리, 구만리, 파로호, 뱃터, 용호리, 유촌리                          | 9회                    | 3회 도송리 경유                                              |
| 6    | 화천시내터미널 | ↔        | 계성리            | 신포리                                                                    | 5회                    |                                                              |
| 7    | 화천시내터미널 | ↔        | 말고개            | 신풍리, 장촌리, 파포고개, 노동1리, 부촌리, 산양리, 아랫마현리, 마현아파트 | 18회                   | 6회 말고개까지 운행                                          |
| 8    | 화천시내터미널 | ↔        | 안평리 (눌언리)   |                                                                           | 4회                    |                                                              |
| 9    | 화천시내터미널 | ↔        | 구운리            |                                                                           | 4회                    |                                                              |
| 10   | 화천시내터미널 | ↔        | 신읍리            | 동재, 율대앞                                                              | 2회 (일반) 2회 (좌석)  |                                                              |
| 11   | 화천시내터미널 | ↔        | 노동리            |                                                                           | 4회                    |                                                              |
| 12   | 화천시내터미널 | ↔        | 거례리 (삼화리)   |                                                                           | 4회                    |                                                              |
| 13   | 화천시내터미널 | ↔        | 평화의댐(수상령)  | 안동포                                                                    | 5회                    | 좌석형 1회 안동포까지 운행 2회 산수화터널 직통               |
| 15   | 화천시내터미널 | ↔        | 신아아파트        | 동보아파트                                                                | 6회                    |                                                              |
| 16   | 사창리터미널   | ↔        | 명월리            |                                                                           | 5회                    |                                                              |
| 17   | 사창리터미널   | ↔        | 삼일리            |                                                                           | 4회                    |                                                              |
| 18   | 사창리터미널   | ↔        | 광덕리            |                                                                           | 3회                    |                                                              |
| 19   | 사창리터미널   | ↔        | 수밀리            |                                                                           | 3회                    |                                                              |
| 20   | 사창리터미널   | ↔        | 용담리            |                                                                           | 4회                    |                                                              |
| 21   | 화천시내터미널 | ↔        | 사창터미널        |                                                                           | 9회                    | 사창 방면 2회 운행 시 다목리 경유 화천 방면 운행 시 6회 운행 |
| 22   | 사창리터미널   | ↔        | 감성마을 (다목리) |                                                                           | 2회                    |                                                              |
| 27   | 화천시내터미널 | ↔        | 주파리(원남면)    | 산양리                                                                    | 2회                    | 민간인은 종점까지 이용 불가.                                 |